# Стэнтон, Эндрю
Э́ндрю Стэ́нтон (англ. Andrew Stanton; род. 3 декабря 1965 года в Бостоне) — американский кинорежиссёр, сценарист, кинопродюсер, художник-мультипликатор и актёр озвучивания. Двукратный лауреат премии «Оскар» за мультфильмы «В поисках Немо» и «ВАЛЛ-И».

## Биография
Родился в Бостоне, США. После окончания школы поступил в Калифорнийский институт искусств, в котором четыре года изучал анимацию. После окончания университета получил степень бакалавра в области киноискусства. Ещё во время обучения в университете, в 1987 году, он создал два короткометражных мультфильма — «Где-то в Арктике» и «История».
Профессиональная карьера Эндрю стартует на студии «Kroyer Films». Во время работы на этой студии, в 1987 году, он написал один из своих первых сценариев для фильма «Майти Маус — новые приключения» Ральфа Бакши.
В 1990 году Эндрю Стэнтон перешёл на новое место работы — в компанию «Pixar», где работал в качестве постановщика и художника-аниматора. Первоначально, он принимал участие в создании нескольких рекламных роликов, а спустя некоторое время стал одним из сценаристов полнометражного мультфильма «История игрушек». Мультфильм стал коммерческим суперхитом 1995 года, собрав в прокате более 300 миллионов долларов. За работу над этим мультфильмом Стэнтон и ещё четверо сценаристов были выдвинуты на премию «Оскар». В дальнейшем, написал ещё несколько сценариев, принимал участие в создании мультфильмов «Жизнь жуков (Приключения Флика)» (1998 год) и «Корпорация монстров» (2001 год) в качестве сценариста и режиссёра.
В 2003 году Эндрю Стэнтон создал образ и голос черепахи Краш и выступил в качестве режиссёра-постановщика (совместно с Ли Ульрихом) новой анимационной картины студии «Pixar» — «В поисках Немо». Этот мультфильм собрал более 850 миллионов долларов в мировом прокате.
Его следующая режиссёрская работа — мультфильм «ВАЛЛ-И» — вышел на экраны в США в 2008 году и в течение нескольких недель удерживал первое место в рейтинге лучших картин за всю историю кинематографа (по версии посетителей сайта IMDB).
Картина «Джон Картер», в создании которой Стэнтон выступил режиссёром и автором сценария, вышла на экраны в 2012 году.

## Фильмография

### Актёр озвучивания

#### Мультфильмы
- 1995 — История игрушек
- 1998 — Нелегко быть жуком / It’s Tough to Be a Bug
- 1998 — Приключения Флика
- 1999 — История игрушек 2
- 2000 — Базз Лайтер из звёздной команды: Приключения начинаются / Buzz Lightyear of Star Command: The Adventure Begins
- 2003 — В поисках Немо
- 2004 — Суперсемейка
- 2006 — Тачки
- 2007 — В поисках Немо: Подводное путешествие / Finding Nemo Submarine Voyage
- 2016 — В поисках Дори

#### Компьютерные игры
- 1999 — Toy Story 2 (компьютерная игра)
- 2003 — Extreme Skate Adventure (компьютерная игра)
- 2007 — Cars Mater-National (компьютерная игра)

### Режиссёр

#### Короткометражки
- 1987 — Одна история / A Story (к/м)
- 1988 — Где-то в Арктике / Somewhere in the Arctic (к/м)

#### Мультфильмы
- 1998 — Приключения Флика (сорежиссёр)
- 2003 — В поисках Немо
- 2008 — ВАЛЛ-И
- 2016 — В поисках Дори
- 2026 — История игрушек 5

#### Фильмы
- 2012 — Джон Картер
- 202? — В мгновение ока[англ.]

#### Телесериалы
- 2017 — Очень странные дела (сезон 2, эпизоды 5 и 6)

### Сценарист
- 1987—1988 — Новые приключения Могучей Мыши / Mighty Mouse, the New Adventures
- 1987 — Одна история / A Story (к/м)
- 1995 — История игрушек
- 1998 — Приключения Флика
- 1999 — История игрушек 2
- 2001 — Корпорация монстров
- 2003 — В поисках Немо
- 2008 — ВАЛЛ-И
- 2008 — BURN-E
- 2012 — Джон Картер
- 2016 — В поисках Дори
- 2026 — История игрушек 5

### Продюсер
- 1987 — Одна история / A Story (к/м)
- 2001 — Корпорация монстров
- 2003 — Изучение Рифов
- 2007 — Рататуй
- 2008 — Престо
- 2008 — BURN-E
- 2009 — Вверх